# Capo Shirreff e isola San Telmo
L'Area Specialmente Protetta dell'Antartide Capo Shirreff e isola San Telmo (codice ASPA 149) è situata sulla costa settentrionale dell'isola Livingston, nelle isole Shetland Meridionali.

## Territorio

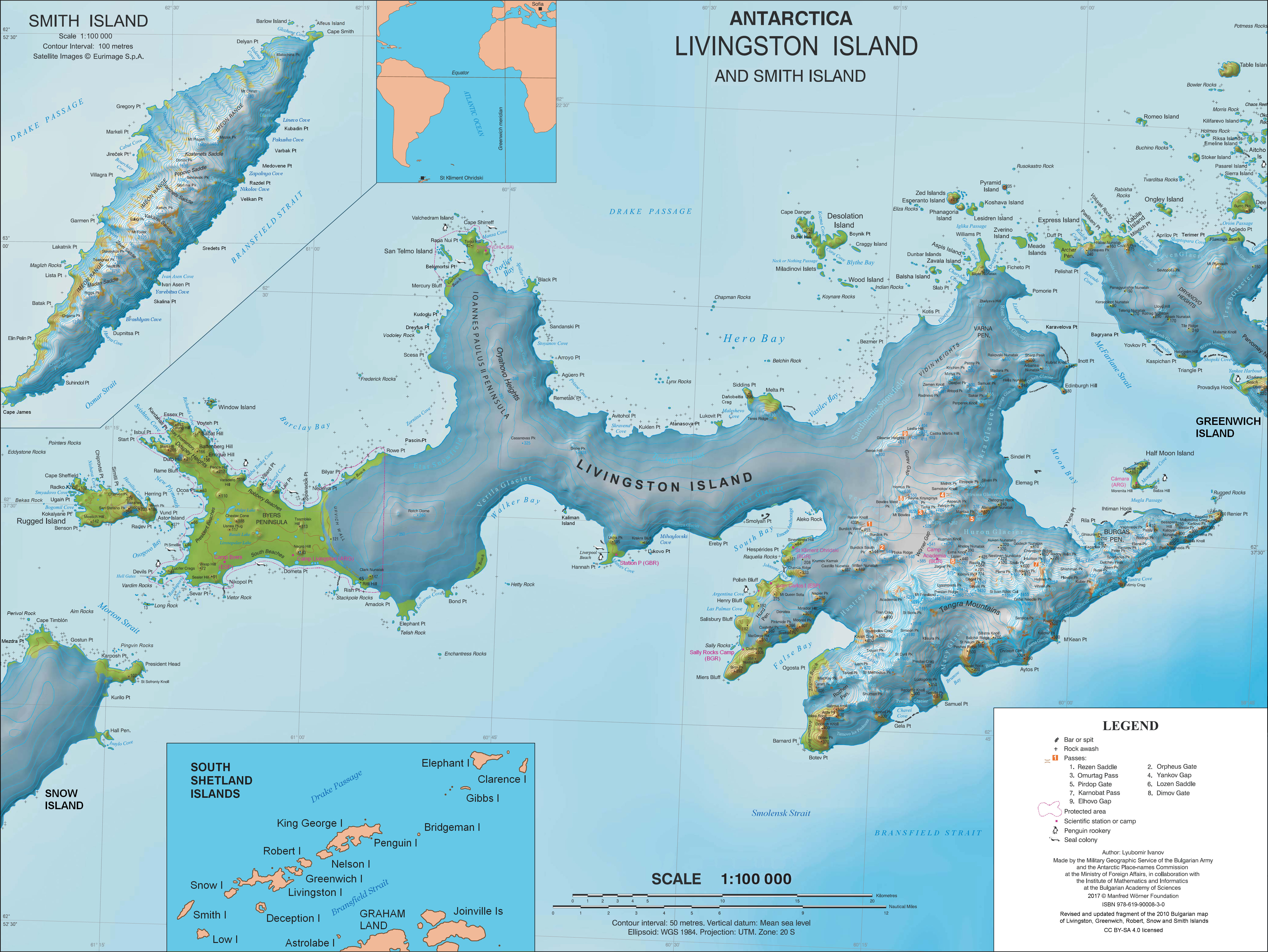
Mappa topografica dell'Isola Livingston con il perimetro dell'ASPA, all'estremità settentrionale dell'isola.

L'ASPA copre una superficie complessiva di circa 9,7 km2, comprendendo il promontorio di Capo Shirreff, situato alla estremità settentrionale della penisola Giovanni Paolo II, tra la baia di Barclay e la Hero Bay, e la vicina isola San Telmo, il più grande (0.1 km2) di un gruppo di isolotti situati 1200 m a ovest di Capo Shirreff, che chiudono il versante occidentale della baia di Shirreff..
A distanza di 1.58 km a sud-est di Capo Shirreff sorgono la base stagionale cilena Guillermo Mann, attiva dal 1991, e l'adiacente campo estivo statunitense Cape Shirreff, ribatezzato Holt Watters Field Camp nel 2023.

## Flora
La flora dell'intera area non è stata ancora accuratamente studiata, ma le osservazioni fin qui condotte hanno consentito di accertare la presenza della graminacea Deschampsia antarctica, una delle due specie di angiosperme presenti in Antartide, di cinque specie di muschi (tra cui Warnstorfia laculosa, Sanionia uncinata, Polytrichastrum alpinum), di sei specie di licheni (Caloplaca spp, Umbilicaria antarctica, Usnea antarctica, Usnea fasciata, Xanthoria candelaria e Xanthoria elegans) e di una macroalga nitrofila (Prasiola crispa), caratteristica delle aree ricche di deiezioni animali.

## Fauna

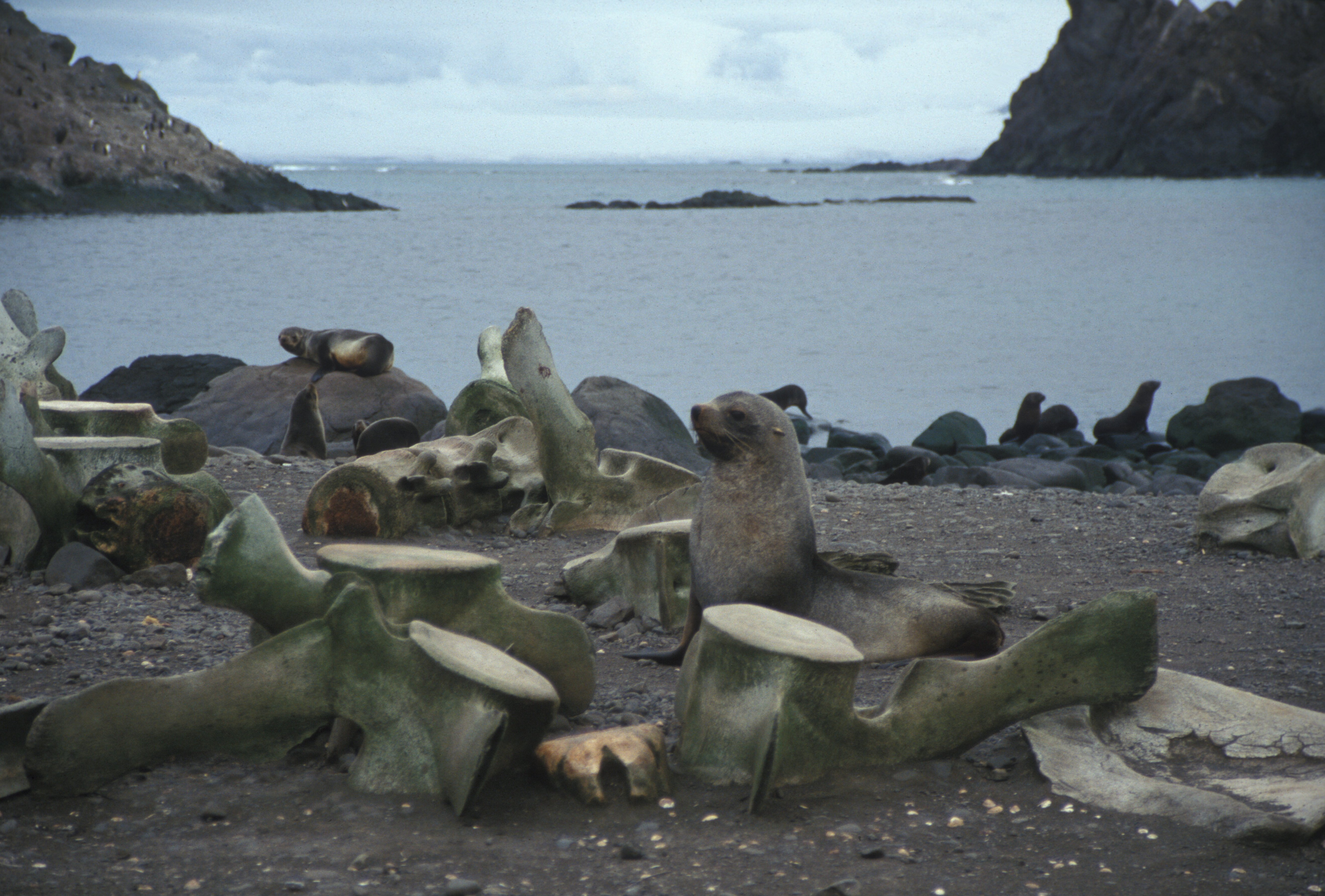
Esemplari di otaria orsina antartica su una spiaggia di Capo Shirreff.

L'area protetta ospita la più grande colonia riproduttiva di otaria orsina antartica (Arctocephalus gazella) nella regione della penisola Antartica, composta, secondo un recente censimento effettuato con droni, da oltre 5.000 esemplari.
Il sito è inoltre popolato da una ricca e diversa avifauna.

Sono presenti piccole colonie riproduttive di pigoscelide antartico (Pygoscelis antarcticus) e di pinguino Papua (Pygoscelis papua). Sono inoltre segnalate colonie nidificanti di gabbiano del kelp (Larus dominicanus), stercorario antartico (Stercorarius antarcticus), chione bianco (Chionis albus), sterna antartica (Sterna vittata), cormorano antartico (Leucocarbo bransfieldensis), procellaria del capo (Daption capense), uccello delle tempeste di Wilson (Oceanites oceanicus) e uccello delle tempeste pancianera (Fregetta tropica).

Altre specie di uccelli avvistate nell'area, ma non nidificanti, sono: l'eudipte ciuffodorato (Eudyptes chrysolophus), il pinguino reale (Aptenodytes patagonicus), il pinguino imperatore (Aptenodytes forsteri), l'ossifraga del sud (Macronectes giganteus), il petrello delle nevi (Pagodroma nivea), il gambecchio di Bonaparte (Calidris fuscicollis) e il cigno collonero (Cygnus melancoryphus).

## Conservazione
L'area è classificata dal Trattato Antartico come Area Specialmente Protetta dell'Antartide (codice ASPA 149), con la finalità di tutelare la biocenosi presente, in particolare le grandi popolazioni di pinnipedi e di uccelli marini. L'area comprende Capo Shirreff, l'intero arcipelago delle isole di San Telmo e le aree marine interposte.
L'area contiene anche alcuni siti di rilevanza storica, legati alle attività di caccia alla balena del XIX secolo tra cui un sito classificato cone Historic Site & Monument (HSM 59), costituito da un cairn, cioè una costruzione formata da pietre impilate a secco, che commemora l'equipaggio del veliero spagnolo San Telmo naufragato al largo dell'isola Livingston nel 1819.